# Mount Darling
Mount Darling ist ein 1095 m hoher Berg im westantarktischen Marie-Byrd-Land. Er ist der höchste Gipfel der Allegheny Mountains in den Ford Ranges und ragt 1,5 km westlich des Mount Swartley auf.
Wissenschaftler der United States Antarctic Service Expedition (1939–1941) entdeckten ihn bei einem Überflug. Namensgeber ist der Botaniker Chester Arthur Darling (1880–1963), Professor für Biologie am Allegheny College in Meadville, Pennsylvania, Alma Mater des US-amerikanischen Antarktisforschers Paul Siple, dem Leiter der West Base bei der Forschungsreise.